# Charaxes meru
Charaxes meru är en fjärilsart som beskrevs av Van Someren 1966. Charaxes meru ingår i släktet Charaxes och familjen praktfjärilar. Inga underarter finns listade i Catalogue of Life.